# Courtenay (Columbia Britannica)
Courtenay è una città della Columbia Britannica, in Canada, situata nel distretto regionale di Comox Valley. La città è localizzata sulla costa est dell'isola di Vancouver.